# Bokor Balázs
Bokor Balázs (Budapest, 1957. július 8. –) diplomata, nagykövet. A Magyar Hollywood Tanács elnöke.

### Iskolái és nyelvtudása
Általános iskolai tanulmányait Alsóörsön az Endrődi Sándor Általános Iskolában kezdte meg. Negyedik osztályos korától a gimnáziumi érettségiig a budapesti Fazekas Mihály Fővárosi Gyakorló Általános Iskola és Gimnáziumban tanult. Egyetemi diplomát a budapesti Marx Károly Közgazdaságtudományi Egyetemen és a moszkvai Állami Nemzetközi kapcsolatok Intézetében diplomácia szakon szerzett. Angol, arab, orosz nyelvből felsőfokú nyelvvizsgája van, franciául, héberül, japánul és olaszul tanult.

## Pályája

### Külügyminisztérium
Szakmai életútja 1975-2015 között kötötte a Külügyminisztériumhoz. Külügyminisztériumi ösztöndíjasként végezte moszkvai egyetemi diplomáciai tanulmányait. Szakmai gyakorlatát Magyarország líbiai (Tripoli) nagykövetségén töltötte, majd 1981-ben Dél-Jemenben (Ádenben) kezdte meg első, rövid külszolgálati megbízatását. 1982-86 között konzuli munkakörben volt beosztott diplomata Tripoliban. 1986-89 Külügyminisztérium 6. Területi Főosztályán közel-keleti referens volt. 1989-ben Szíriában (Damaszkusz) töltötte be az ún. elsőbeosztotti munkakört, azaz a nagykövet helyetteseként tevékenykedett. Az Öböl-háborút megelőzően, Kuvait iraki megszállásakor ő vezette a kuvaiti magyarok Jordániába történő kimenekítését. 1992-ben a Magyar Köztársaság elnöke kinevezte rendkívüli és meghatalmazott nagykövetté és megbízta a libanoni (Bejrut) nagykövetség vezetésével. 1993-ban a köztársasági elnök a Magyar Köztársaság bejruti nagykövetsége vezetésére kapott megbízás érintetlenül hagyása mellett megbízta a Magyar Köztársaság képviseletével a Ciprusi Köztársaságban. 1995-97 között a Külügyminisztérium Tervező és Elemző Főosztályának tanácsadója. 1997-2000 között a Külügyminisztérium Közel-keleti és Afrikai Főosztályának helyettes vezetője, majd főosztályvezetője. 2000-ben a köztársasági elnök megbízta szíriai (Damaszkusz) nagykövetség vezetésével (2005-ig), egyúttal a Magyar Köztársaság képviseletével a Jordán Hashemita Királyságban (2005-ig) és a Libanoni Köztársaságban (2001-ig). 2005-2007 között a Külügyminisztérium állami protokollfőnöke, 2007-2012 között pedig Magyarország Los Angeles-i főkonzulja volt. Hazatérését követően külügyminisztériumi munkaviszonya végéig az Afrikai és Közel-keleti Országok főosztályának helyettes vezetői feladatkörét végezte. 2013-ban a magyar külpolitika „globális nyitása” jegyében megszervezett első Budapesti Afrika Fórum főkoordinátora volt. A 40 éves külügyminisztériumi munkaviszonya során három miniszter is magas szakmai elismerésben részesítette.

### A külügyminisztérium után
2015-ben közös megegyezéssel, 40 év munkaviszony után elhagyta a Külügyminisztériumot. 2015-2016-ban a Bp2017 Világbajnokságot Szervező és Lebonyolító Nonprofit Kft. egyik alapító munkatársa, nemzetközi és marketing igazgatója volt. 2016-tól a londoni székhelyű Center for Geopolitics and Security in Realistic Studies tanácsadó testületének elnöke. 2016-ban megalapította a Magyar Hollywood Tanács nevű civil szervezetet, amelynek azóta is elnöke. 2017-2019 között a Magyar Alkotóművészeti Közhasznú Nonprofit Kft. stratégiai igazgatója volt, majd 2019-2022 között a Magyar Vízilabda Szövetség nemzetközi és protokoll igazgatója. 2012-2020 között a Budapesti Metropolitan Egyetem, 2014-től a Budapesti Corvinus Egyetem és 2015-2021 között a Kodolányi János Főiskola óraadó tanára. Számos egyetemre hívták meg előadások tartására (pl. ELTE Állam- és Jogtudományi Kar, Szent István Egyetem, Stanford University – California, UC Berkeley – California, University of San Francisco, University of Arizona – Tucson, University of Hawaii, Pacific University – Honolulu, Brigham Young University – Provo, University of Damascus, University of Kaslik – Beirut, UCLA – Los Angeles, University of South California – filmművészeti szak, Occidental College – California, Pepperdine University – California, California State University, Brigham Young University – Hawaii, Monterey Insitute of Foreign Relations, Nemzeti Közszolgálati Egyetem, Budapesti Gazdasági Egyetem stb.)
A Szatmár-Beregi Pálinka lovagrend, a badacsonyi Vinum Vulcanum, a ceglédi Unghváry László és a keceli TG-Pince borlovagrend tagja.

### A film és a Magyar Hollywood Tanács
A film iránti elkötelezettsége széles körben ismert. A Los Angeles-i Magyar Filmfesztivál lebonyolításában és szakmai támogatásában 2007-2012 között kiemelkedő szerepet játszott Megalapította 2009-ben a Los Angeles-i Magyar Dokumentumfilm Fesztivált, amely – Los Angeles-i külszolgálata idején, 2012-ig – egyedülálló lehetőséget adott a magyar dokumentumfilmeseknek az amerikai bemutatkozásra. 2016-ban megalapította a Magyar Hollywood Tanácsot, amely hiánypótló szakmai szervezetként aktívan tevékenykedik a hollywoodi magyar gyökerek megismertetésén és értékeinek a magyar kulturális örökség kiemelkedő részévé tételén.  A Magyarországról elindult, magyar gyökerekkel rendelkező hollywoodi és a világon máshol is működő filmes világhírességek emlékét kívánja megőrizni, eredményeiket, sikereiket minél szélesebb körben akarja bemutatni, elérve azt, hogy méltán büszkék lehessünk, amikor rögzítjük Hollywood történelmének és sikereinek jelentős magyar tartalmát. A Tanács e magyar származású filmikonok szülőhelye Önkormányzataival, civil szervezetekkel együttműködve országosan és nemzetközileg egyaránt ismertté kívánja tenni az adott településhez való kötődésüket.

## Könyvei
- Mindenki egy egyéniség – még az is aki nem az (közös mű Halász Andrással) – 2005
- 1956-2006 – Hazánk – Our Homeland – 2006[8]
- Római tál New Yorkban avagy egy diplomata történetei – 2008[9]
- Diplomáciai csalétkek – 2010[10]
- Távolban magyar – 2011[11]
- Az én Hollywoodom – 2012[12]
- Az én Afrikám – 2015[13]
- Mene, tekel, fares… – 2015
- My Hollywood (angol nyelvű) – 2015[14]
- Trilógia – Közel-keleti nagykövetségeken – 2020[15]
- Oscar és a csillagok – 2021[16]
- Hollywood híres magyarjai – 2023[17]

## Díjai és kitüntetései
- A libanoni Nemzeti Cédrus Rend parancsnoki fokozata – 1995
- A Szír Érdemrend parancsnoki fokozata – 2005
- A görög Phoenix Rend kitüntetés főparancsnoki fokozata – 2006
- A Litván Érdemrend Nagykeresztje – 2006
- Minerva-díj a Római tál New Yorkban című könyvért- 2008
- A Los Angeles Committee for Foreign Relations Edwin Hubble díja a nemzetközi kapcsolatok kimagasló segítéséért a kaliforniai magánszektorban – 2009
- A Los Angeles-i Magyar Szabadságharcos Szövetség Elismerő Díját az 1956-os forradalom emlékének fenntartásáért és annak szellemében való kimagasló tevékenységéért – 2009
- Mensch-díj – 2011[18]
- California Ethnic Leadership díj – 2012
- A Magyar Kultúra lovagja cím – 2013
- A Világ Magyarságáért díj – 2014[19]
- Adolph Zukor-díj – 2018
- Tony Curtis-díj – 2019[20]